# دستغرد (فريدون شهر)
دستغرد (بالفارسية: دستگرد) هي قرية تقع في قسم بشتكوة موغوئي الريفي في إيران. يقدر عدد سكانها بـ 39 نسمة بحسب إحصاء 2016.